# 雅各布·齐默尔曼
雅各布·齐默尔曼（英語：Jacob Tsimerman，1988年4月26日—），加拿大数学家，在多伦多大学从事数论及相关领域的研究。 2011年，他在彼得·萨那克的指导下获得了普林斯顿大学博士学位。 2015年，他被授予SASTRA拉马努金奖。 齐默尔曼因在安德烈–奥尔特猜想上的工作和对分析数论和代数几何的精通而知名。

## 早年经历
雅各布·齐默尔曼出生于俄罗斯的喀山。1990年，他和家人首先移民到以色列 ，然后在1996年又移民到加拿大。 在2003年和2004年，他表示加拿大参加了国际数学奥林匹克（IMO），均获得金牌，其中在2004年得到了满分。 在获得博士学位后，他在哈佛大学作为哈佛学会的一个初级研究员从事博士后研究。 

## 荣誉
2014年7月，他被授予斯隆奖 ，并开始在多伦多大学担任助理教授。 SASTRA拉马努金奖是他获得的第一个重要国际奖项。